# Tonicia calbucensis
Tonicia calbucensis är en blötdjursart som beskrevs av Plate 1898. Tonicia calbucensis ingår i släktet Tonicia och familjen Chitonidae. Inga underarter finns listade i Catalogue of Life.